# Give Me Love (Give Me Peace on Earth)
«Give Me Love (Give Me Peace on Earth)» — песня Джорджа Харрисона, вышедшая в альбоме Living in the Material World. В виде сингла, песня была издана в мае 1973 года, достигнув в конце июня первой строчки в Billboard Hot 100 (сменив в чарте песню Пола Маккартни «My Love») и поднявшись до 8-й позиции в UK Singles Chart.

## Позиции в хит-парадах
| Хит-парад (1973)                   | Наивысшая позиция |
| ---------------------------------- | ----------------- |
| Billboard Hot 100                  | 1                 |
| Hot Adult Contemporary Tracks      | 4                 |
| Norwegian VG-lista Singles Chart   | 7                 |
| Dutch Singles Chart                | 7                 |
| UK Singles Chart                   | 8                 |
| German Media Control Singles Chart | 28                |
| Japanese Oricon Singles Chart      | 37                |

## Кавер-версии
- Мариза Монте исполнила кавер-версию «Give Me Love» в своём концертном альбоме 1997 года A Great Noise[8].
- Джефф Линн исполнил песню на Концерте для Джорджа в 2002 году.
- Дейв Дэвис из The Kinks выпустил кавер-версию песни сначала в альбоме Songs from the Material World — a Tribute to George Harrison (2003),[9] а в 2006 году в альбоме «Kinked»[10].
- Эллиотт Смит исполнил песню на концерте в Crystal Ballroom в 2001 году[11].